# Nahujowice
Nahujowice (ukr. Нагуєвичі, Nahujewyci) – wieś na Ukrainie, w obwodzie lwowskim, w rejonie drohobyckim; do 1945 w Polsce, w województwie lwowskim, w powiecie drohobyckim, w gminie Lisznia.
W latach 1951–2009 wieś nosiła nazwę Iwana-Franka (ukr. Івана-Франка).

## Urodzeni
- Iwan Franko (1856-1916) – ukraiński poeta i pisarz, slawista, tłumacz, działacz społeczny i polityczny; obok Tarasa Szewczenki uważany jest za jednego z najwybitniejszych przedstawicieli ukraińskiej myśli politycznej i literatury.
- Petro Franko
- Teodozjusz (Pajkusz) (1955-2012) – biskup Ukraińskiego Kościoła Prawosławnego Patriarchatu Kijowskiego.